# Мондзее (культура)
Культура Мондзее — археологическая культура позднего неолита — халколита, около 3600-3300 гг. до н. э. Существовала на территории современной Австрии на севере Альп. Названа по первым находкам, которые были обнаружены в озере Мондзее. Это были дома на сваях, а также каменные орудия и керамические изделия.
У культуры Мондзее была типичная керамика — кувшины с ручкой, украшенные глубокими насечками, которые были заполнены известковой инкрустацией. Сходный способ украшения обнаружен на сосудах с квадратным горлом на севере Италии.
Изделия из меди свидетельствуют о том, что люди культуры Мондзее были знакомы с металлообработкой.
Около 3200 г. до н. э. поселения данной культуры, как и сама культура, неожиданно исчезают, а область её распространения остаётся незаселённой в течение следующей тысячи лет. Причина остаётся неизвестной; возможно, это была природная катастрофа (цунами на озере в результате землетрясения).
А. Л. Монгайт объединял культуру Мондзее с культурой Вучедол.